# A28 (motorväg, Italien)
A28 är en motorväg i Italien som går mellan Conegliano och Portogruaro.